# Philip Sidney
Sir Philip Sidney (Penshurst Place, Anglia, 1554. november 30. – Németalföld, 1586. október 17.) I. Erzsébet angol királynő korának egyik legkiemelkedőbb alakja. Híres angol költő, udvaronc és katona, híres költemény (Astrophel és Stella) szerzője és a költészet védelmezője (csakúgy mint édesapja Henry Sidney).

## Élete
Angliában született a kenti Penshurstben, Henry Sidney és Lady Mary Dudley legidősebb fiaként. Sidney az Oxfordi Egyetemen szerezte diplomáját. Sokat utazott és nagy műveltségre tett szert. 1572-ben például Franciaországba utazott az angol nagykövetség tagjaként, hogy a királynője és Alençon hercege közti lehetséges frigyről tárgyaljon. A következő néhány évet Európában töltötte, Németország, Itália, Lengyelország, és Ausztria érintésével. Utazásai során számos jelentős európai személyiséggel találkozott. 1575-ben visszatért Angliába és ahol találkozott a nála sokkal fiatalabb Penelope Devereux-vel (1563–1607), Essex grófkisasszonyával, akihez több költeményt írt. A szülők megegyeztek Sidney és Penelope házasságáról, de Penelope apjának, Sir Walter Devereux-nek, Essex 1. grófjának (1541–1576) halála miatt a terv 1576-ban meghiúsult. (Penelope Devereux-nek 1581-ben Robert Rich báróhoz, Warwick 1. grófjához (1559–1619) kellett feleségül mennie, 1605-ben Penelope házasságtörése miatt elválasztották őket). Sidney eközben politikával és a művészettel foglalkozott.
Politikai okokból kényszerült távozásra az udvarból. Ezután jobban a költészet és az írás felé fordulhatott. Valószínűleg ekkoriban írta a A költészet védelme című jelentős művét(The Defence of Poetry, vagy más néven An Apology for Poetry), amely a reneszánsz irodalom egyik legjelentősebb tudományos munkája. Sidney találkozott Edmund Spenserrel, aki első verses kötetét (Shepheardes Calendar) dedikálta is neki.
1581-ben Sidney visszatérhetett a királynő udvarába. 1583-ban lovaggá ütötték, majd 1583-ban megnősült, Frances Burke Walsinghamet (1567–1633), Sir Francis Walsinghamnek (1532–1590), Erzsébet királynő főkancelláriusának leányát vette feleségül. A következő évben találkozott Giordano Brunóval, aki ezt követően két könyvet is dedikált Sidney számára.
Sidney aktív protestáns volt. 1586-ban Hollandiában, a zutpheni csata során szerzett sebesülésébe halt bele. A Frances Walsinghammel kötött házasságából egyetlen leánya született, Lady Elizabeth Sidney (1585–1612), aki 1599-ben Roger Manners-hez, Rutland 5. grófjához ment férjhez, és utód nélkül halt meg.

## Fontosabb művei
- Astrophil és Stella: a szonett füzér legelső versét az Astrophil és Stella-t valószínűleg az 1580-as években írta. Megjelenése előtt már rengeteg kézzel írott füzet létezett, de az első eredeti kiadás csak 1591-ben jelent meg.
- Arcadia: Ebben a pásztorok életét magasztaló románcban találkozhatunk politikai árulása, emberrablással, csatákkal és erőszakkal.
- A költészet védelme (The Defence of Poesy vagy An Apology for Poetry): Az 1583 előtt íródott mű lényege, hogy a történelem ötvözi a filozófia etikai részével, valamint fontos adatokkal szolgál Edmund Spenserről és az Erzsébet-kori színházról.

## Sidney a popkultúrában
Harold Gaskellt, az angol Metropolitan Police tagját egymás után többször összetévesztik Sir Philip Sidneyvel. (Monty Python Repülő Cirkusza, Monty Python's Flying Circus) sketch (ep. 36).